# Chiesa di Santa Maria di Castello (Udine)
La chiesa di Santa Maria di Castello è il più antico edificio sacro della città di Udine.

## Storia e descrizione

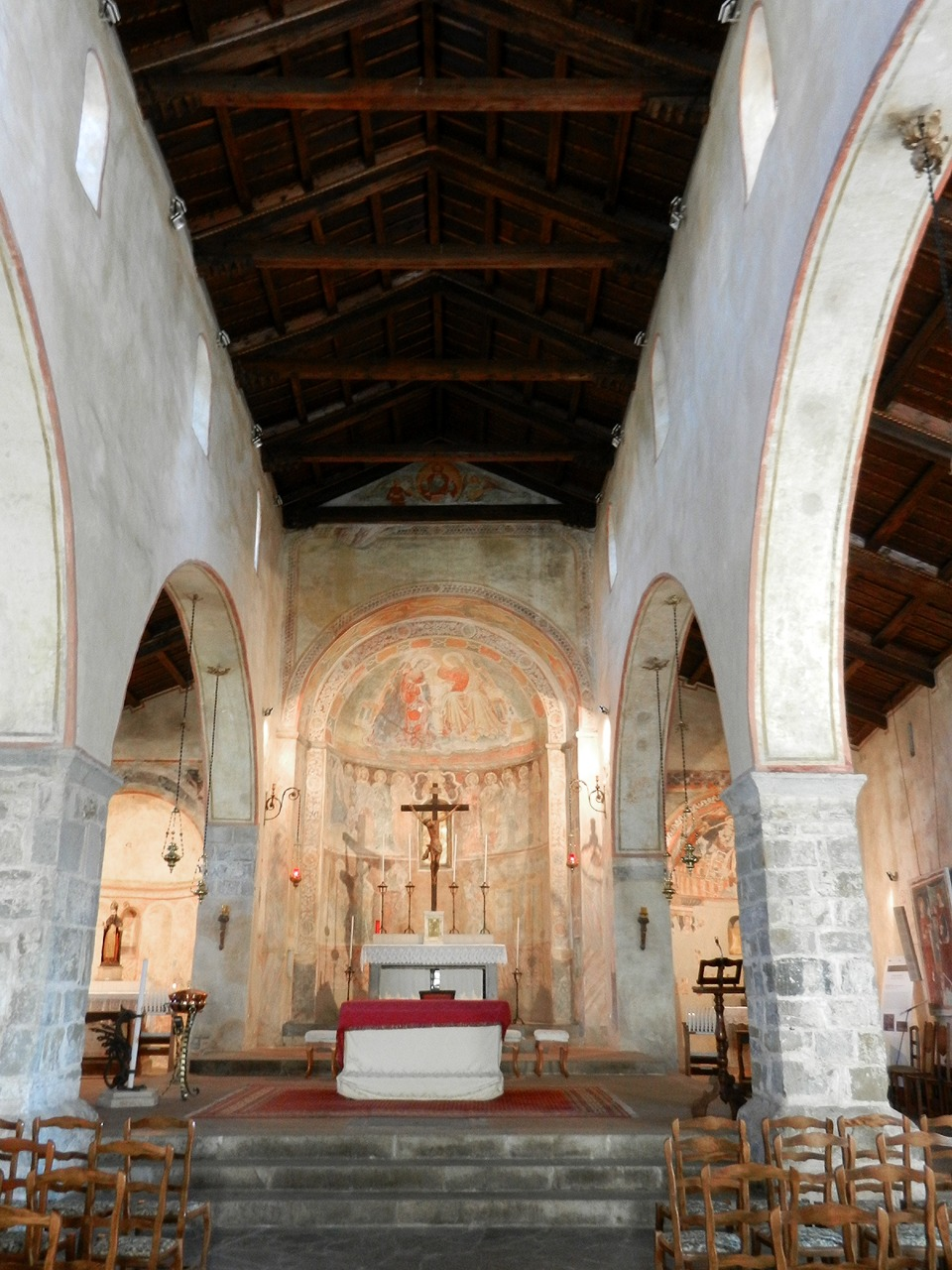
Il presbiterio

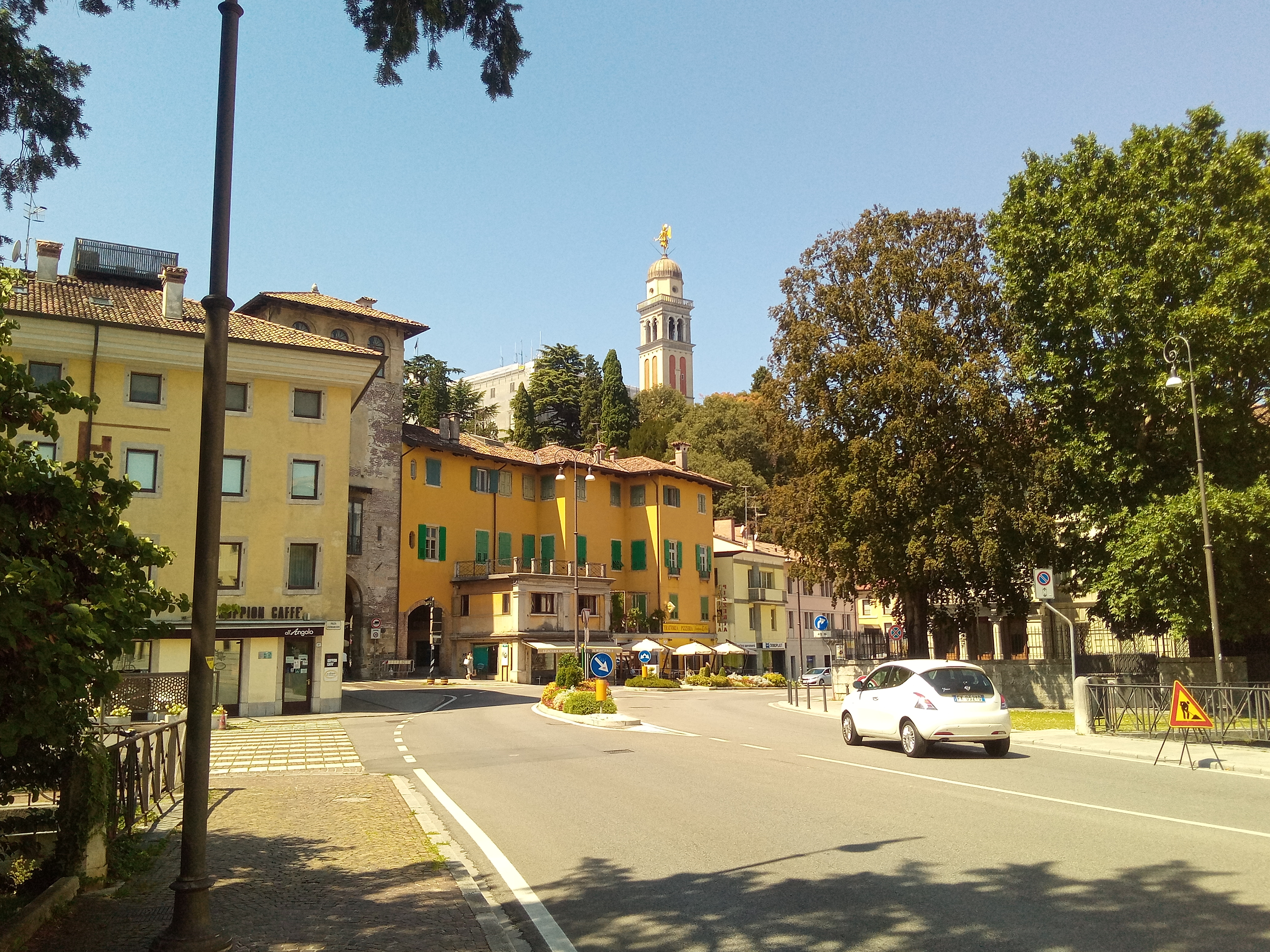
Il campanile con l'angelo dorato

Costruita in un sito che forse ospitava già in passato un luogo di culto, risale con ogni probabilità all'epoca longobarda: lo testimoniano alcuni frammenti lapidei risalenti all’VIII secolo rinvenuti durante i restauri del 1928-30, tra cui un Cristo Logos e un’epigrafe con il nome di Liutprando, re dei Longobardi (712-744). Poco o nulla si sa dell'aspetto originario (verosimilmente absidato e di piccole dimensioni), dato che la chiesa fu forse distrutta al tempo delle invasioni degli Ungari. La costruzione attuale rivela un impianto romanico, databile al XII secolo per le caratteristiche architettoniche (tra cui la partizione in tre navate).
La chiesa di Santa Maria era la pieve di Udine e tale rimase fino a poco dopo la metà del XIII secolo. A questo periodo risalgono gli affreschi dell'abside, tra cui l'opera d'arte più importante sull'abside destro raffigurante una Deposizione dalla croce nel catino absidale, e la serie dei dodici apostoli nel semicilindro, opera di maestranze provenienti dalla Baviera. 
Dopo il rovinoso terremoto del 26 marzo del 1511, la facciata fu rifatta da Gaspare Negro all'inizio del Cinquecento, mentre il campanile, iniziato dallo stesso Negro forse al posto di una delle torri della cinta muraria, fu concluso da Giovanni da Udine nel 1539 con l'aggiunta di cella campanaria, tamburo e cupola. Esso è sormontato da un angelo girevole con l'indice puntato ad indicare la direzione dei venti e con i suoi 43 metri di altezza, dall'alto della collina del castello domina la vasta pianura friulana ed è uno dei simboli più rappresentativi della città di Udine. Dopo il restauro del 2011, è stata ripristinata la doratura che ornava l'angelo fin dall'origine. 
Alla chiesa di Santa Maria è addossata la Casa della Confraternita, edificio medievale restaurato nel 1930. Accanto sorge l'arco Grimani eretto nel 1522 in onore del doge omonimo, attraverso l'arco si giunge al piazzale del castello.

## Galleria d'immagini

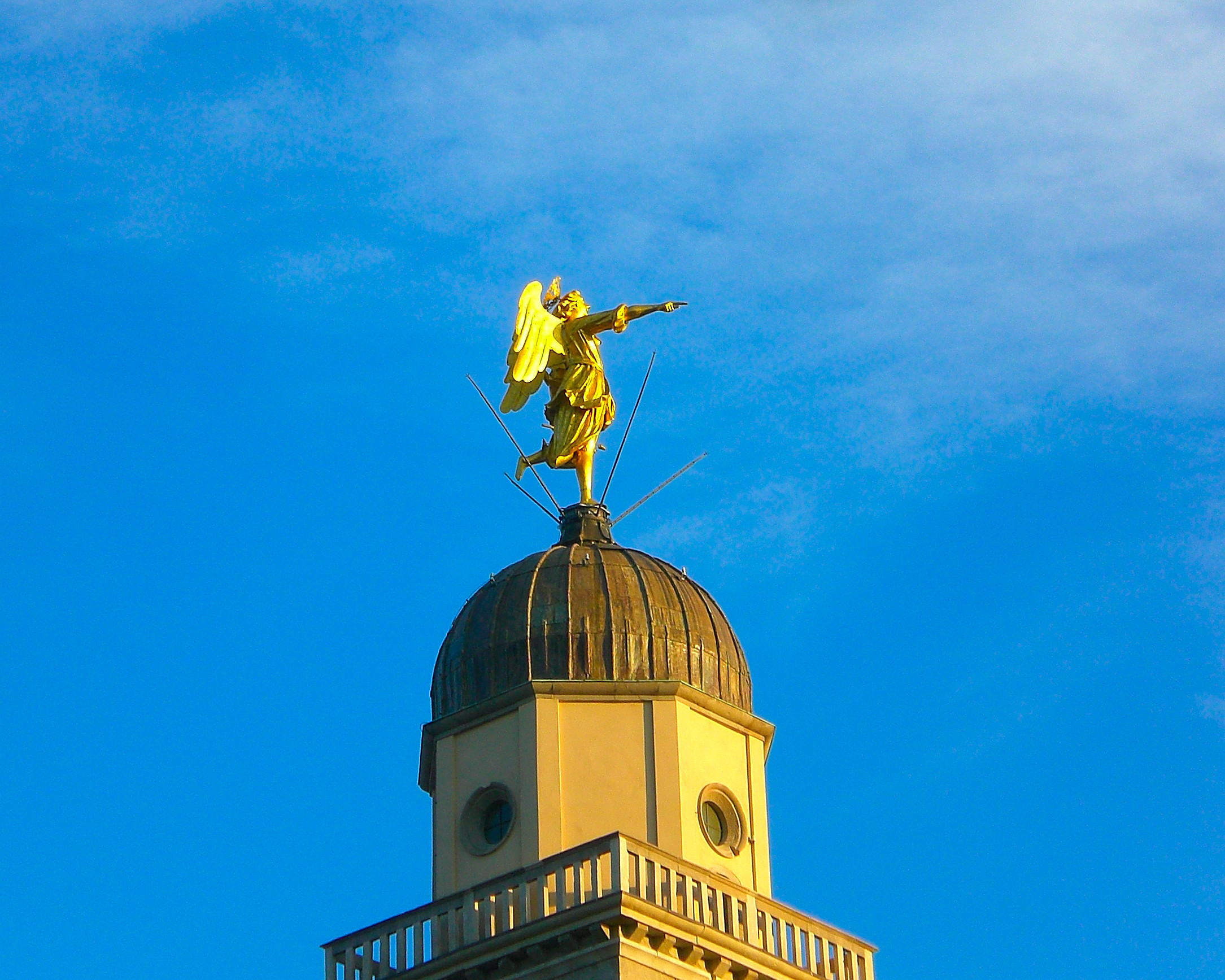
L'angelo dorato
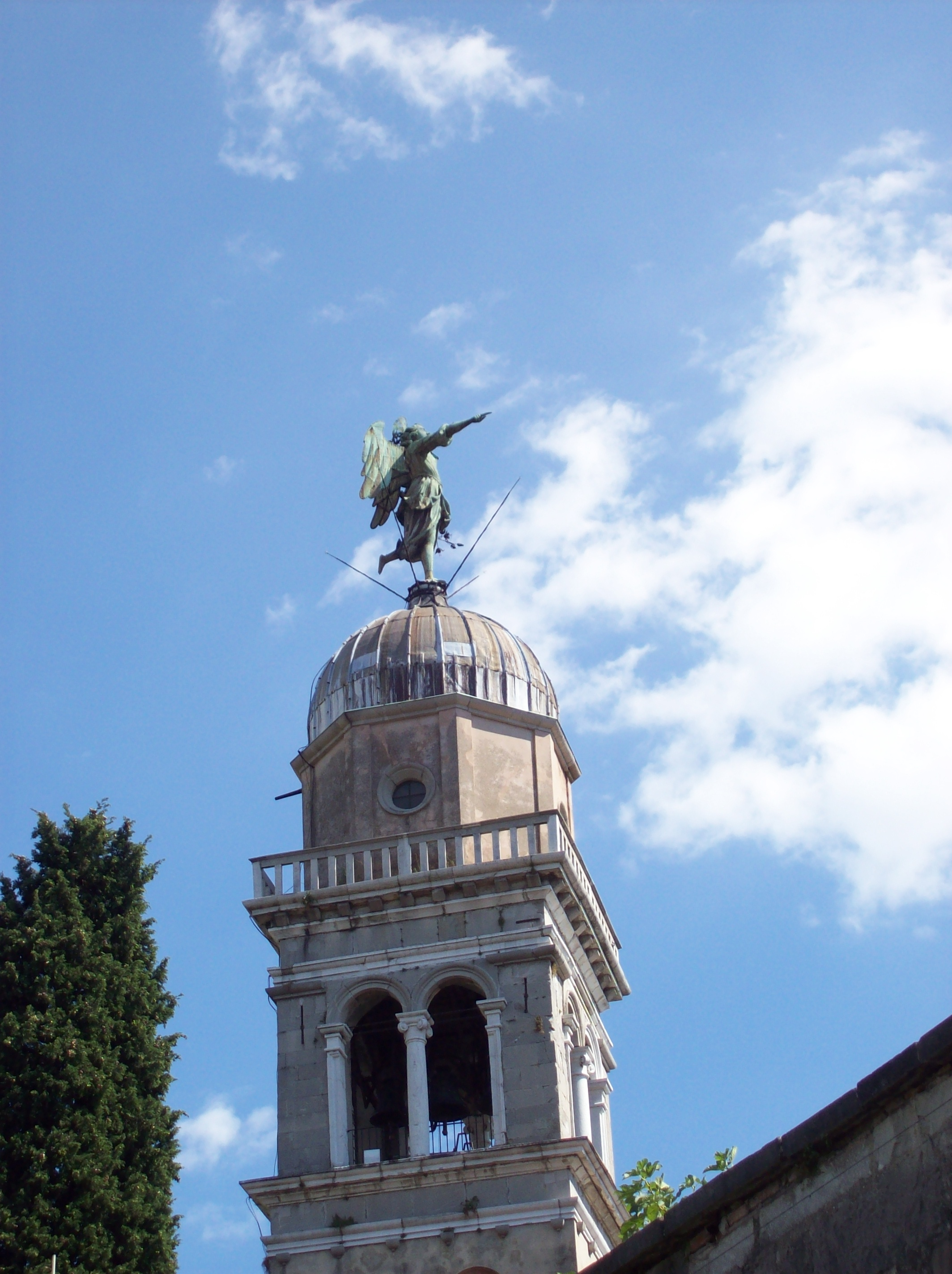
L'angelo prima della doratura
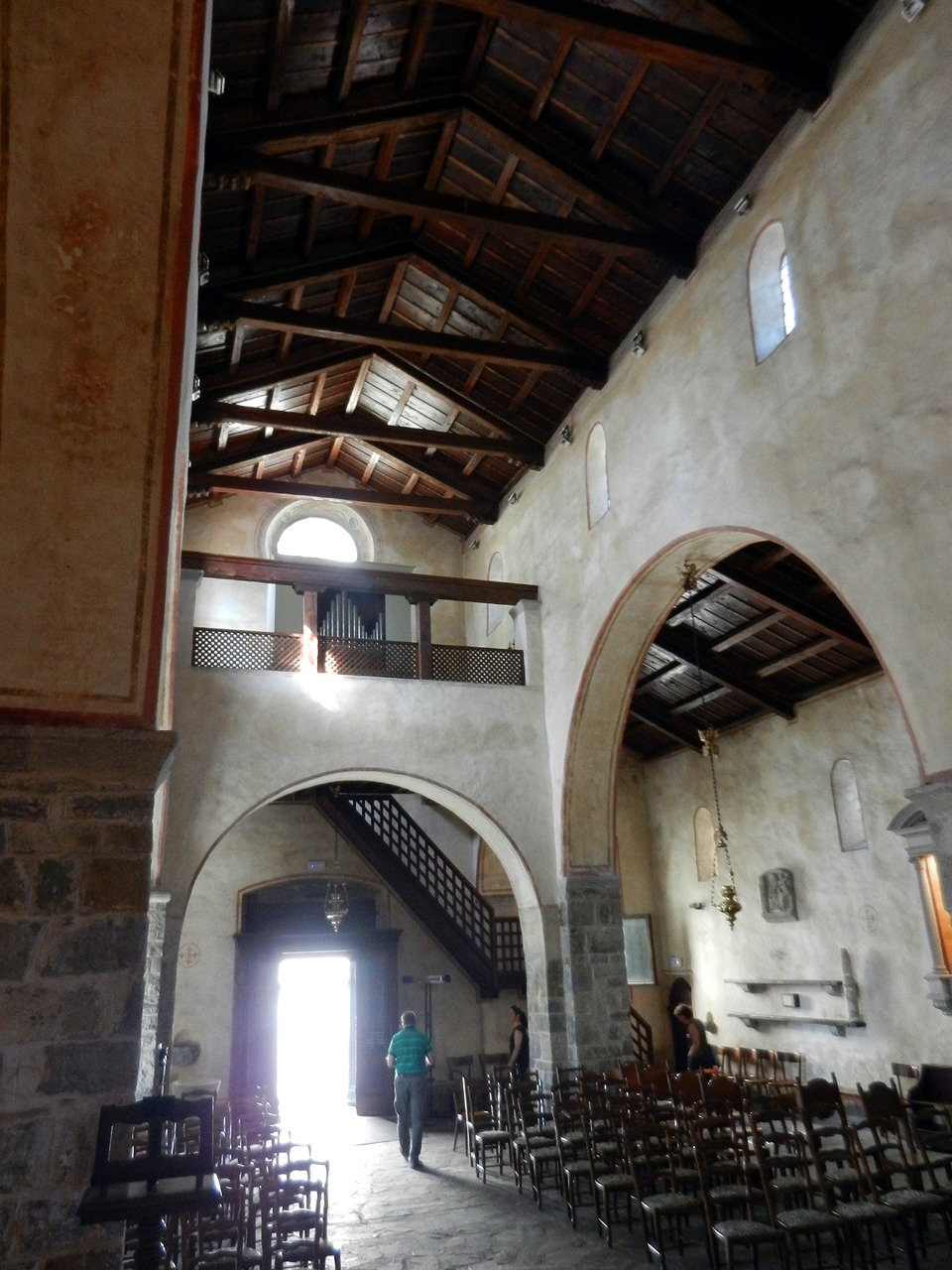
L'aula e la controfacciata
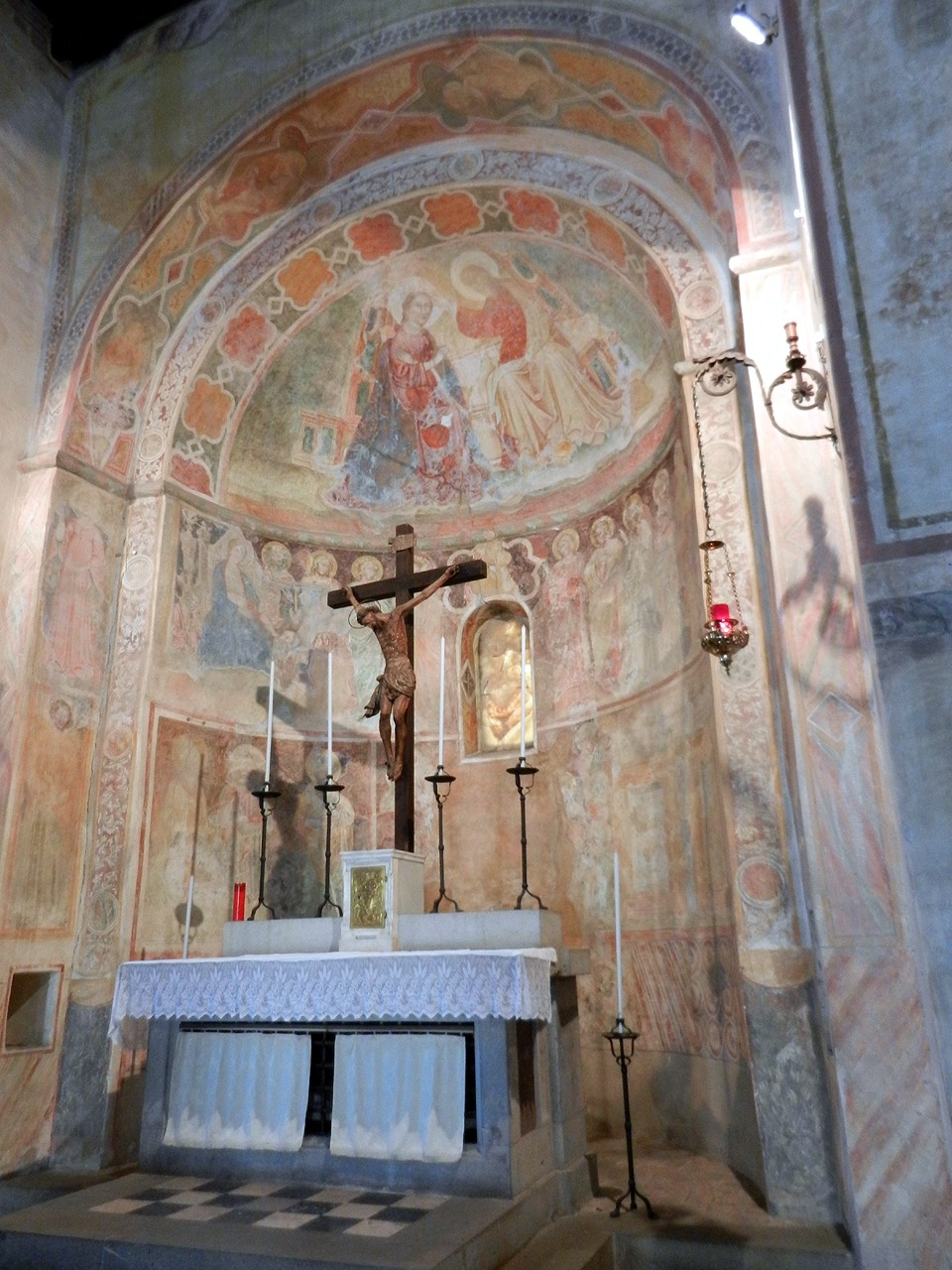
L'abside e l'altare maggiore
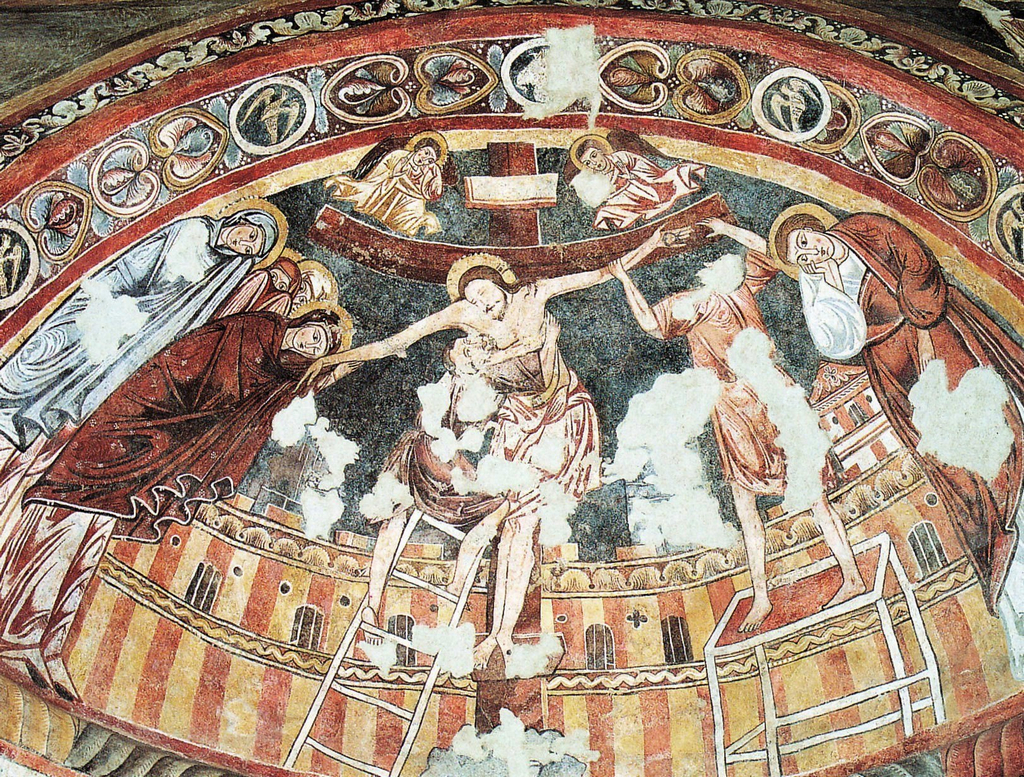
Deposizione del XIII secolo
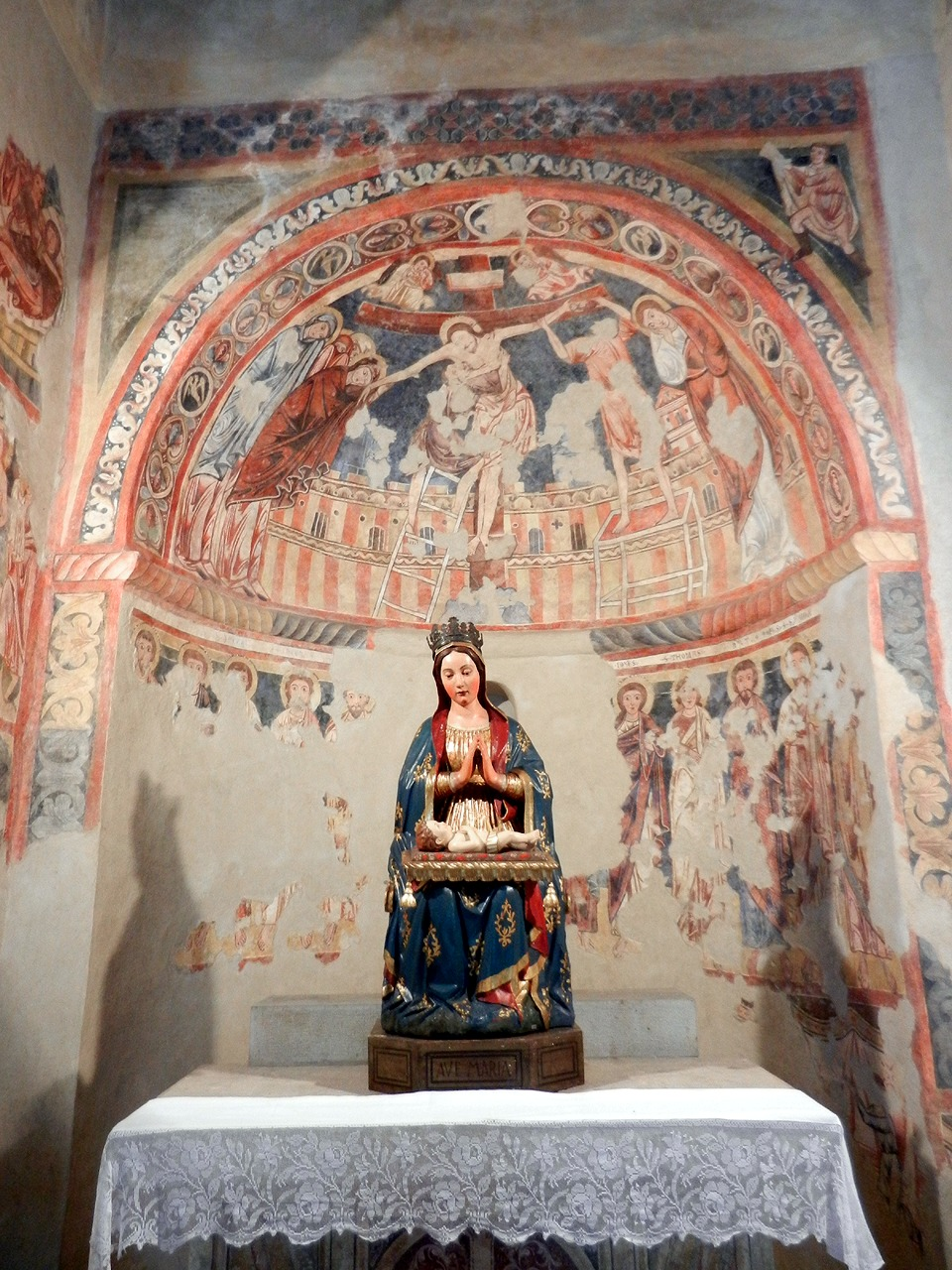
Madonna con Bambino